# The Una
The Una est un périodique américain fondé par Paulina Kellogg Wright Davis à Providence en février 1853. Il s'agit du premier périodique américain dédié aux droits des femmes ainsi que l'un des premiers journaux écrits, édités et possédés par des femmes,,. 
Elisabeth Cady Stanton, Lucy Stone, Anne Whitney comptent parmi ses collaboratrices régulières.
Le journal est délocalisé à Boston en janvier 1854. En 1855, Paulina Kellogg Wright Davis en délègue l'édition à Caroline Wells Healey Dall, laquelle souhaite en faire un journal littéraire, à l'inverse du souhait de sa fondatrice, qui y voit avant tout un instrument de réforme en faveur des droits des femmes. The Una périclite rapidement et cesse de paraître en octobre 1855. Trente-cinq numéros ont été publiés.
Le slogan du premier numéro était : « Out of great heart of nature seek we truth » ; The Una avait pour sous-titre : « A Paper Devoted to the Elevation of Women ».